# Jeranovo
Jeranovo je naselje v Občini Kamnik.